# Okahandja United FC
Der Okahandja United FC, bis Mitte September 2018 Okahandja Military School FC, ist ein Fußballverein aus Okahandja in Namibia. 
Der Verein spielt erstmals in der Saison 2018/19 erstklassig, nachdem in den Playoffs der African Motto FC aus Oshakati besiegt wurde und der Verein von der Namibian Defence Force privatisiert wurde. Ansonsten wäre Okahandja United nicht spielberechtigt gewesen, da die Statuten der Namibia Football Association nur einen Verein des gleichen Eigentümers pro Liga erlauben.